# Ptilophora saturatior
Ptilophora saturatior är en fjärilsart som beskrevs av Hans Rebel 1924. Ptilophora saturatior ingår i släktet Ptilophora och familjen tandspinnare. Inga underarter finns listade.